# Верран
Верран (норв. Verran) — коммуна в губернии Нур-Трёнделаг в Норвегии. Административный центр коммуны — деревня Мальм. Официальный язык коммуны — нейтральный.
Население коммуны на 2007 год составляло 2948 человек. Площадь коммуны Верран — 601,56 км². Код-идентификатор — 1724.

## История населения коммуны
Население коммуны за последние 60 лет.

Статистика коммуны Верран